# Pierre Fenouillet
Pierre Fenouillet ou Pierre de Fenouillet, né en 1572 à Annecy (Haute-Savoie) et mort le 23 novembre 1652 à Paris, est un ecclésiastique savoyard qui fut évêque de Montpellier de 1608 à sa mort.

## Biographie
En 1572, Pierre Fenouillet naît à Annecy, rue de Bœuf (en 1904, elle devient la rue Carnot),,. Il est le fils d'Antoine Fenouillet, professeur au Collège chappuisien et quatrième syndic de cette ville. Il fait ses premières études au collège de Tournon où il soutient une thèse de philosophie qu'il dédie à son évêque Claude de Granier. Il continue ses études à la Sorbonne et devient docteur en théologie à l'âge de 23 ans,. Membre de l'« Académie littéraire Florimond » fondée par François de Sales, il acquiert une grande réputation de prédicateur dès 1603 lorsque l'évêque de Gap le sollicite comme chanoine théologal afin de s'opposer aux réformés de son diocèse.
Le roi Henri IV le fait venir à Paris et en fait son « prédicateur ordinaire ». Il le désigne comme évêque de Montpellier le 10 septembre 1608, François de Salle intervient en personne auprès du Pape pour qu'il le confirme. Pierre de Fenouillet est consacré le 2 novembre par Jean de Bertier, évêque de Rieux. Il prononce l'oraison funèbre de plusieurs personnalités dont Pomponne de Bellièvre en 1607, du duc Henri de Montpensier en 1608 et du roi Henri IV en 1610.
Orateur du « Second ordre » lors des États généraux de 1614, il porte « la parole du roi au Tiers état ». Il fait partie du groupe de jeunes prélats, ambitieux et actifs qui soutiennent la politique du futur cardinal de Richelieu. Il est un partisan de la Congrégation pour l'évangélisation des peuples.
À la fin des guerres de Religion promulguant la Réforme, il autorise les restaurations et reconstructions, dans le respect du dogme de la Contre-Réforme. L’épiscopat de Pierre Fenouillet est marqué par cette volonté de la reconquête religieuse par les catholiques. En 1624, il soutient une controverse de longue durée avec le pasteur Jean Bansilion d'Aigues-Mortes. Dans son diocèse, il fait venir plusieurs ordres religieux, notamment les Capucins et fait ouvrir une faculté de théologie.
À Montpellier, il rend les ruines de la chapelle Sainte-Foy à la Confrérie des Pénitents blancs. À sa demande et placé sous le patronat de Saint Louis, un projet de construction d’une nouvelle cathédrale est proposé. L’édifice doit se situer sur les ruines de l’ancienne chapelle Sainte-Croix sur l’actuelle place de la Canourgue. En 1629, le cardinal de Richelieu opte pour la restauration moins coûteuse de la cathédrale Saint-Pierre. Situé dans la rue de l'Université, il fait construire en 1631 un monastère de la Visitation, sur le modèle de celui d'Annecy,.
En 1641, Pierre Fenouillet fait venir six religieuses de l’ordre de Sainte-Ursule de Pézenas. Se consacrant à l'éducation des jeunes filles pauvres, elles sont installées dans le monastère qui prend le nom de couvent des Ursulines.
Dans l'Hérault, il organise des missions dans les campagnes. En 1633, à la suite de son passage à Candillargues, l’église Saint-Blaise est rebâtie.
Il prononce en 1643 l'oraison funèbre de Louis XIII.
Comme il est pratiqué pour les dignitaires de cette époque, un portrait est réalisé en huile sur toile (présent au musée Fabre),.
Pierre Fenouillet meurt à Paris le 23 novembre 1652, à l'âge de 80 ans,. Son corps est inhumé à l'église Saint-Eustache et son cœur placé dans un monument érigé dans l'église de la Visitation, avec l'épitaphe :

« Hîo Petri Fenouilleti cor jacet,
Tenues magni prœsulis Monspessulani reliquiæ,
Cui pro meritis laudandis impar stylus omnis, etc., etc.
Moesti posuere Nepotes.
Anno 1658. »

## Ouvrages principaux
- Oraison funèbre sur le trespas de hault, puissant & illustre messire Pompone de Belièvre chevalier & chancelier de France : Prononcée en l'église de S. Germain de l'Auxerrois le 17 septembre 1607, Paris, R. Thierry, 1608, 41 p., in-8° (OCLC 492218218, BNF 32099664, SUDOC 099936399, présentation en ligne, lire en ligne).
- Discours funèbre sur la mort de Henri le Grand, roi de France et de Navarre, Paris, chez Pierre Chevalier, 1611, 72-255 p., in-8° (OCLC 799341706, BNF 30427506, SUDOC 06787231X, présentation en ligne, lire en ligne).
- Remontrance au Roi contre les duels prononcée au nom du clergé durant la tenue des États, le 26 janvier 1615, Paris, Imp. Thierry Robin, 1615, 22 p., in-8° (OCLC 492218273, BNF 30427517, SUDOC 099936410, lire en ligne).
- Harangue au Roy prononcée a Béziers le 20 juillet 1622 : Par messire Pierre de Fenouillet, évêque de Montpellier, au nom des catholiques des trois ordres de la ville et diocèse de Montpellier, Lyon, chez Louis Muguet, 1622, 20 p., in-8° (OCLC 466012934, BNF 36290920, lire en ligne).
- Oraison funèbre sur la mort du roy Louis le Juste, prononcée par messire Pierre de Fenolliet, évêque de Montpellier, dans son église cathédrale, 25 juin 1643, Paris, Veuve de Jean Camusat (160?-1678), coll. « Ex-libris du couvent des Célestins de Paris », 1643, 44 p., in-4° (OCLC 457889886, BNF 30427512, SUDOC 067872336, lire en ligne).